# Heterochaetula tricolor
Heterochaetula tricolor es una especie de mantis de la familia Mantidae. 

## Distribución geográfica
Se encuentra en la India.